# نظام مناعي متمم
جملة المتممة أو النظام المتمم (بالإنجليزية: Complement system)‏ هي جزء من الجهاز المناعي الفطري.الذي يعزز قدرة الأجسام المضادة والخلايا البلعمية على القضاء على الميكروبات والخلايا التالفة من الكائن الحي، ويعزز الالتهاب، ويهاجم الغشاء البلازمي لمسبب المرض. وهو جزء من الجهاز المناعي الفطري،(1) وهو غير قابل للتكيف ولا يتغير على مدى حياة الفرد. ويمكن تجنيدها وإدخالها في العمل من قبل الأجسام المضادة التي يُولّدها الجهاز المناعي التّكيّفي.

شكل توضيحي لنشأة شلال المتممة

## مقدمـة تاريخيـة
وضع مفهوم المتممـة منذ أكثر من مائة عام عندما وجـد الأطباء أن للمصـل قدرة على مقاومة العناصر الممرضـة Pathogens. وجد «جول بورديه» في عام 1896 أن المصـل يحوي على مادتين اثنتـين لا بد من تواجدهما معاً لمنح المصـل تلك الصفـة، أولاهما تبقى سـليمة لدى رفع درجة حرارة المصـل والثانيـة تتخرب بالحرارة. ثم تبين أن المادة الأولى ليسـت سـوى الأضداد المناعية Antibodies التي تعمل ضد المستضد مسبب للممرض. وأنه لا بد من وجود المادة الثانية لإتمام عمـل الأولى، ولذلك سـميت بالمتممـة. حصـل «جول بورديه» لاكتشـافه هذا على جائزة نوبل في الطب عام 1919.
توجد جملة المتممـة عنـد الانسـان والحيـوان، ويبدو أنها آلية دفاعيـة قديـمة موجودة عند الفقاريات البدائيـة ذات الفـك وحتى عند الأسـماك الغضروفيـة والعظميـة. فيما يلي 'وصـف الجملة المتممـة.

## عمل جملة المتممة
تتألف المتممـة من حوالي 35 بروتـين، أغلبها من إنتاج الكبـد، وتكون موجودة في المصـل بشـكل غير فعّال Inactive. من هذه البروتينـات 12 بروتين أسـاسـي، والباقي يعمـل على تنظيـم عمـل تلك البروتينات الأسـاسـية.
تسـمى البروتينات الأسـاسـية بإعطائها حرف C (وهو الحرف الأول من كلمة Complement) متبوع برقم C1, C2,C3... وقد يُتبع الرقم بحرف آخر C1q, C1r, C1s...

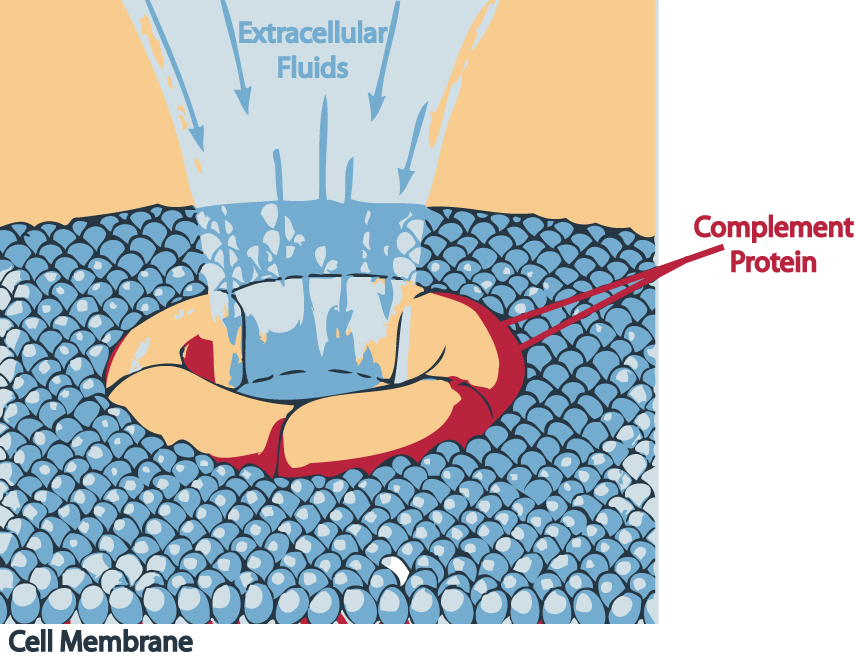
معقد الهجوم الغشائي.

توجـد كل هذه البروتينات في المصـل بشـكل غير فعال ويتم تفعيلها عند وجود مواد غير طبيعيـة (المواد المفعّلة). تؤدي المادة المفعلة بارتباطها بأحد بروتينات المتممـة إلى تغيير تركيبـه، محولة إياه إلى شـكلة الفعال، وهذا الأخـير يفعّل البروتين الثاني، الذي يفعّل البروتين الثالث...وهكذا ضمـن سـلسـلة من التفاعلات، إلى أن يتشـكل في النهاية مركب قادر على مهاجمـة العامل الممرض وتخريبـه، يسـمى هذا المركب: معقد الهجـوم الغشـائي Membrane Attack Complex أو (MAC)، ويتألف من ارتباط العوامل C5, C6, C7, C8,C9 مع بعضها (C5-9). لهذا المعقد القدرة على ثقب غشـاء الخلية، مما يؤدي لدخول العديد من الشـوارد Ions إلى داخلها وهذا ما يسـبب انحلالها Cytolysis. الشـرط الرئيسـي للحصـول على هذا المعقـد هو تفعيل C3 وشـطره إلى قسـمين C3a و C3b، ولتحقيق ذلك يمكن اتباع أحد السـبل الثلاثة التالية: السـبيل التقليدي أو السـبيل البديل أو سـبيل اللكتين.

## السـبيل التقليدي
يشـمل السـبيل التقليدي Classic Pathway تفعيل C1 و C2 و C4، والعامل المفعل الرئيسـي هو المعقد المناعي ضـد-مسـتضد (Antibody-Antigen (Ab-Ag وبشـكل خاص IgM، إلا أنه يمكن تفعيل هذا السـبيل بشـكل مباشـر بواسـطة بعـض العوامل الممرضـة، وبواسـطة الحمض النووي الريبي منقوص الأكسـجين (دنا DNA)، وكذلك بواسـطة البروتين النشـواني بيتا Amyloid والبروتين C المتفاعل CRP وأجسـام الاسـتماتة Apoptic Bodies.

## السـبيل البديل
يشـمل السـبيل البديل Alternative Pathway تفعيـل العامل B والعامل D. يتم تفعيل هذا السـبيل بعدد من العوامل منها المواد المشـكلة لغشـاء الجراثيم، والخلايا المصابة بالفيروسـات، والكريوين المناعي A.

## سـبيل اللكتـين Lectin Pathway
يشـمل تفعيـل اللكتين الرابط للمنان (Mannan-Binding Protein (MBP وبروتياز السـيرين Serin Protease بأشـكالها 1 و 2 و 3، وال C4 والC2. المادة الرئيسـية المفعلة لهذا السـبيل هي الغشـاء الخلوي للعوامل الممرضـة.

## دور المتممة في الجسـم
للمتممة العديد من الأدوار نذكر منها:
1- الدفاع ضد الأخماج Infections.
2- إزالة المعقدات المناعية Immune Complex وأجسـام الاسـتماتة Apoptic Bodies.
3- التنسـيق بين المناعة الخلقية والمناعة المكتسـبة.
كما تلعب المتممة أيضاً دوراً رئيسـياً في الجواب الالتهابي Inflammatory response إذ يؤدي تحرر المواد ذات الوزن الجزيئي المنخفض الناتجة من انشـطار C3 و C5 بعد تفعيلها (وهي C3a و C5a والمسـماة بالذيفانات التأقية Anaphylatoxin) إلى توظيف الكريات البيض واسـتدعائها إلى مكان نشـاط المتممة بالعملية المعروفة بالانجذاب الكيميائي Chemotaxis. وكذلك إلى توسـع الأوعية الناجم عن تحرر الهسـتامين نتيجة زوال حبيبات Degranulation الخلايا القَعِدية Basophile.
تسـمح الأبحاث الحديثة بالاعتقاد أن للمتممة دوراً فيزيولوجياً أكثر تنوعاً، إذ تشـير هذه الأبحاث أن لها تأثير على جواب اللمفاويات التائية تجاه المسـتضد، وكذلك أنها تتدخل بعملية تجديد الخلايا الكبدية بعد تعرضها للتلف بالمواد السـامة، كما تشـارك باستبقاء الخلاية الجذعية والخلايا السـلفية في نقي العظام.

## ضبط عمل المتممة في الجسم
بالرغم من قدرة جهاز المتممـة على التخلص من العوامل الغريبـة عن الجسـم إلا أنه من الضروري أن تخضـع للرقابة والتنظيم كي لا يتجاوز عملها إلى ما يضر الجسـم نفسـه. يوجد إذن عدد من المواد، منها الجائلة بالمصل ومنها ما هو على أغشـية الخلايا، تقوم بمنع التأثيرات الجانيبة لنشـاط المتممـة.
يقوم العامل المثبط لل C1 inhibitor) C1) بتنظيم السـبيل التقليدي وسـبلل اللكتين وذلك بمنع ال C1 من أن يتفعّل تلقائياً.
يراقب السـبيل البديل كل من العامل H والعامل C4 Binding-Protein) C4BP).
من العوامل المراقبة لنشـاط المتممـة والموجودة على الأغشـية الخلوية يمكن أن نذكر مسـتقبل المتممـة من النموذج1 (Complement Receptor type 1 -CR1) وبروتين التميم الغشـائي (Membrane Cofactor Protein (MCP والعامل المعجل للبلى (Decay-Accelerating Factor (DAF والمثبط الغشـائي للانحلال الارتكاسـي Membrane Inhibitor of reactive lysis - CD 59 وهذا الأخير يمنع انغراس معقد الهجوم الغشـائي MAC في الغشـاء الخلوي بواسـطة تفاعله مع C8.

## اضطـراب جملـة المتممـة
1- العوز الوراثي لأحد عناصر المتممـة: يؤدي النقص الوراثي لأحد عناصر المتممـة بشـكل عام إلى أمراض جهازية Systemic Diseases لدى نقص العناصر المبكرة Early Components، وإلى أمراض خمجية Infectious Diseases لدى نقص العناصر المتأخرة Late components.

يبين الجدول التالي ما يمكن أن ينجم من أمراض جراء عوز أحد عناصر المتممـة. نشـير إلى أن العوز الوراثي نادر باسـتثناء عوز اللكتـين الرابط للمنان MBL.
السـبيل التقليدي
C1q أو C1r أو C1s......................جسـدي صاغر.....................الذئبة الحمامية الجهازية، التهاب الكبب الكلوية، الأخماج
C4....................................جسـدي صاغر......................الذئبة الحمامية الجهازية، الأخماج
C2.....................................جسـدي صاغر......................الذئبة الحمامية الجهازية والقرصية، التهاب المفاصل الرثواني الشـبابي، التهاب كبب الكلية، الأخماج
C3.....................................جسـدي صاغر......................الأخماج القيحية، التهاب الكبب الكلوية
السـبيل البديل
العامل D.............................جسـدي صاغر.......................الأخماج القيحية
Properdin............................جنسـي X.........................الأخماج القيحية، المكورات السـحائية Meningococcus
معقد الهجوم الغشـائي
أي من العناصر من C5 إلى C9............جسـدي صاغر.......................أخماج متكررة بالنيسـريات، ذئبة حمامية، أحياناً مرض رينو
المنظمات الجائلة
مثبط ال C1..........................جسـدي قاهر أو مكتسـب.............الوذمة الوعائية الوراثية
البروتين الرابط لل C4.................جسـدي صاغر.......................الوذمة الوعائية الوراثية، داء بهجـت
العامل I............................جسـدي صاغر.......................أخماج قيحية، المتلازمة الانحلالية-اليوريميائية اللا نموذجيـة
العامل H............................جسـدي صاغر.......................أخماج قيحية، المتلازمة الانحلالية-اليوريميائية اللا نموذجية، التهاب الكبب
المنظمات الخلـوية
CR1................................جسـدي صاغر.......................الذئبة الحمامية
CR3...............................جسـدي صاغر........................الأخماج القيحية، فرط الكريات البيـض
DAF...............................مكتسـب............................بيـلة الخضـاب النوبيـة الليليـة
MCP................................جسـدي صاغر........................المتلازمة الانحلاليى-اليوريميائية اللا نموذجيـة
2- العوز المكتسـب لأحد عناصر المتممـة: على عكـس العوز الوراثي الذي يعتبر نادر الحدوث فإن العوز المكتسـب أكثر شـيوعاً.
هناك فرق كبير بين هذين العوزين. ينتج العوز الوراثي عن اضطراب الجينة المسـؤولة عن إنتاج عنصر المتممـة، ما يؤدي إلى عدم إنتاجه، أو إنتاج كميات ضئيلة منه، أو إنتاج بروتين غير ذات فعالية وظيفية؛ ينجم عن ذلك نقص في نشـاط المتممـة. بينما يحدث النقـص المكتسـب نتيجـة الاسـتهلاك الكبـير لعناصر المتممـة، أي نتيجـة فرط في نشـاطها.
المثال النموذجي لعوز المتممـة نتيجة اسـتهلاكها هي الذئبة الحمامية الجهازية Systemic Lupus erythromatosus حيث تقوم الأضداد الذاتية Auto Antibobies (الموجهة ضد أحد مكونات الخلية) بتشـكيل معقـدات مناعيـة تقوم بتفعيل المتممـة بشـكل هائل.
تنتـج بعـض الحالات عن وجـود ضد ذاتي يحفّز أحـد عناصـر المتممـة، كما في الأمثلة التالية:
- العامل الكلـوي C3NF) C3 Nephretic Factor) ما هو إلا ضـد ذاتي تجاه كونفرتاز ال C3 للسـبيل البديل والذي يؤدي إلى اسـتقرار تلك الكونفرتاز وعـدم تخربـها بسـهولة، وبالتالي ادامـة عملها واسـتهلاك ال C3. وجـد هذا العامل في التهاب الكبـب الغشـائي-المنمي من النموذج2 Type 2 membrano-proliferative glomerulonephritis، وفي الحثـل الشـحمي Lipodystrophy.
- العامل الكلوي C4NF) C4)هو ضد ذاتي تجـاه C4 يؤدي إلى اسـتقرار كونفرتاز C3 للسـبيل التقليدي، وجـد عنـد بعـض مرضـى التهاب الكبـب التالي للخمـج Post-infectious glomerumnephritis وبعـض مرضـى الذئبـة الحماميـة الجهازية.
- الضـد الذاتي تجـاه مثبـط ال C1 Inhibitor) C1) يؤدي لحدوث الوذمـة الوعائيـة-العصبيـة Angio neurotic edema، إذ أن هذا الضـد يطلق جماح السـبيل التقليدي وتحرير كميات كبيرة من البراديكينين، الوسـيط الأسـاسـي لهذه الوذمـة.
- قد تؤدي الطفـرة الجينيـة لأحد عناصر المتممـة لإنتاج عنصـر مفرط النشـاط كما هي الحال لل C3، يسـبب فرط نشـاطها هذا حدوث المتلازمـة الانحلاليـة-اليوريميائيـة اللا نموذجيـة Atypic Hemolytic-Uremic Syndrome.

## المصـادر
- Tosi MF. Innate Immune Response To Infection.J Allerg Clin Immunol 2005; 116: 241-9
- Frank MM. Introduction and historical notes. In: Volanakis

JE, Frank MM (eds). The Human Complement System in
Health and Disease. Marcel Dekker, Inc., New York, NY
1998, pp. 1–8
- Kopf M, Abel B, Gallimore A, Carroll MC, Bachmann MF

Complement component C3 promotes T-cell priming and
lung migration to control influenza virus infection. Nat Med
2002;8:373-8
- Suresh M, Molina H, Salvato MS, Mastellos D, Lambris JD

Sandor M. Complement component 3 is required for optimal
expansion of CD8 T cells during a systemic viral infection. J
Immunol 2003;170:788-94
- Sullivan KE, Winkelstein JA. Deficiencies of the complement

system. In: Stiehm ER, Ochs HD, Winkelstein JA (eds
Immunologic Disorders in Infants and Children. 5th edition
Elsiever Saunders, Philadelphia, PA, 2004, pp. 652–84
- Roos A, Xu W, Castellano G, Nauta AJ, Garred P, Daha MR

et al. Mini-review. A pivotal role for innate immunity in the
clearance of apoptotic cells. Eur J Immunol 2004;34:921-9
- Dragon-Durey M-A, Frémeaux-Bacchi V. Atypical haemolytic

uremic syndrome and mutations in complement regulator
genes. Springer Semin Immun 2005;27:359-74
- Nzeako UC, Frigas E, Tremaine WJ. Hereditary angioedema

a broad review for clinicians. Arch Intern Med
2001;161:2417-29
- Trapp RG, Fletcher M, Forristal J, West DC. C4 binding

protein deficiency in a patient with atypical Behçet’s disease
J Rheumatol 1987;14:135-8
- Trouw LA, Roos A, Daha MR. Autoantibodies to complement

components. Mol Immunol 2001;38:199-206